# 蔵前橋

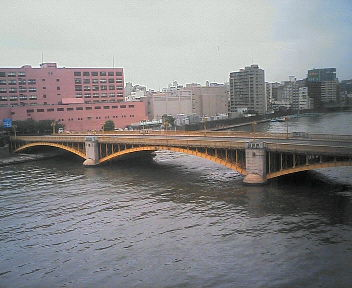
東京都墨田区から。(2005年8月)

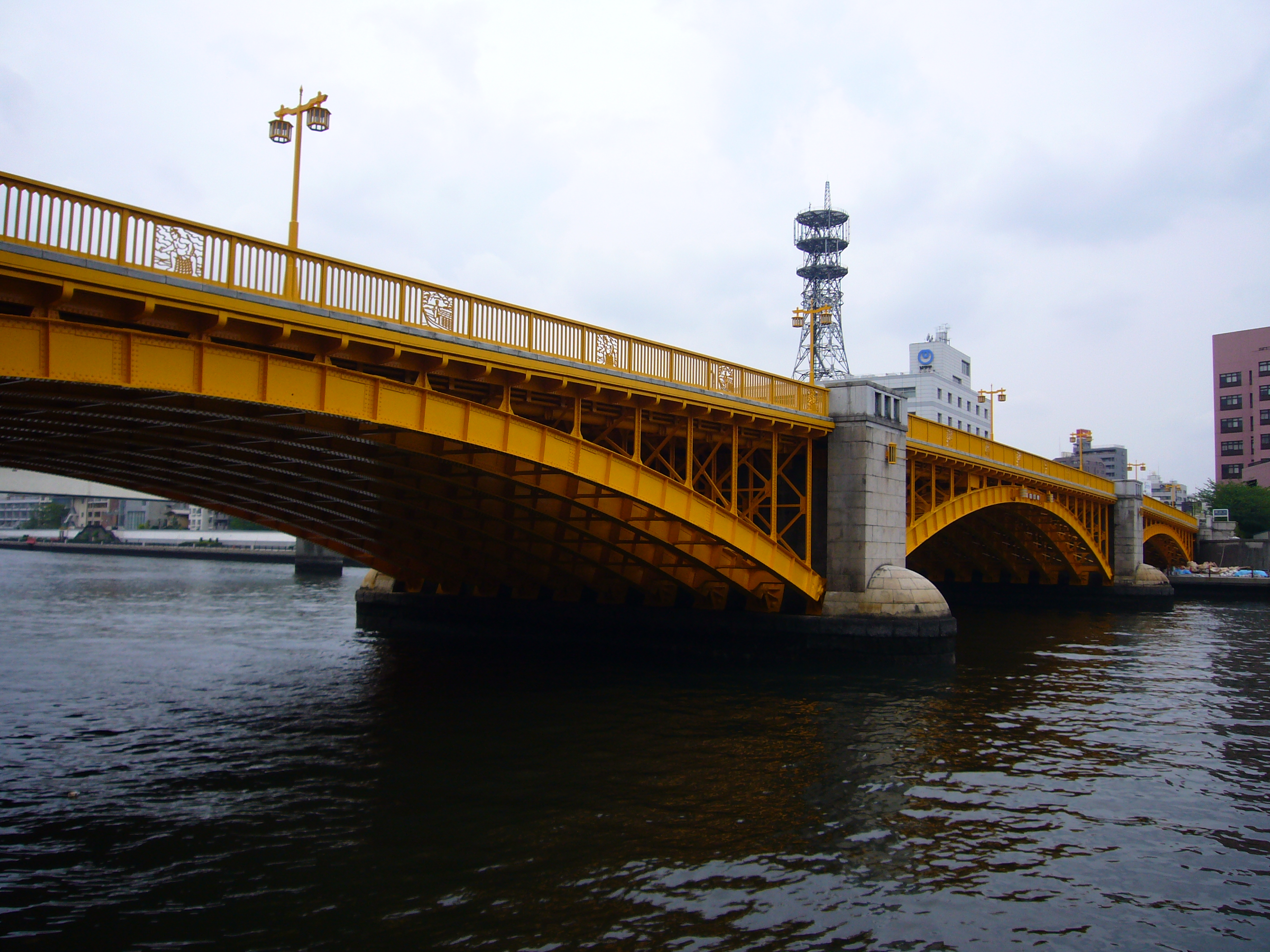
蔵前橋の下から

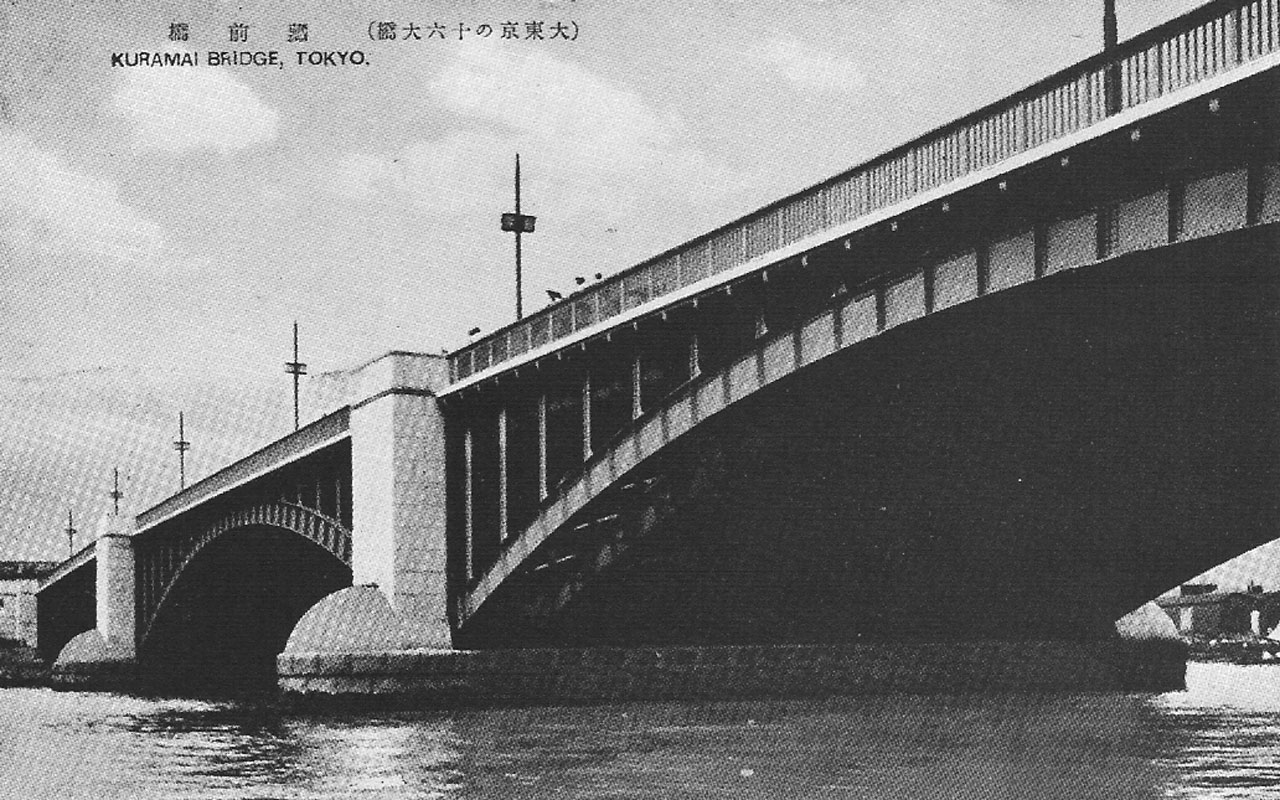
竣工当時の蔵前橋

蔵前橋（くらまえばし）は、隅田川にかかる橋で、東京都道315号御徒町小岩線（蔵前橋通り）を通す。西岸は台東区蔵前一丁目、東岸は墨田区横網一丁目。橋全体が稲の籾殻を連想させる黄色に塗装されている。1954年（昭和29年）9月 - 1984年（昭和59年）12月まで西詰に蔵前国技館があり、高欄には力士などのレリーフが施されている。
関東大震災の復興計画により現在の橋が架橋された。それ以前は「富士見の渡し」と呼ばれていた渡船場があった場所である。
2023年（令和5年）9月に土木学会選奨土木遺産に認定された。

## 諸元
- 種別 - 鋼・コンクリート道路橋
- 形式 - 3径間連続上路式ソリッドリブ2ヒンジアーチ、および上路式コンクリート固定アーチ
- 橋長 - 173.2 m
- 支間 - 50.902 m（鋼アーチ最大支間）/ 12.192 m（コンクリートアーチ支間）
- 幅員 - 22.0 m
- 活荷重 - 一等橋（TL-12 / 大正8年制定街路構造令）
- 着工 - 1924年（大正13年）9月
- 竣工 - 1927年（昭和2年）11月
- 施工主体 - 東京市復興局
- 設計 - 井浦亥三
- 施工 - 石川島造船所

## 隣の橋
- 隅田川

（上流） - 駒形橋 - 厩橋 - 蔵前橋 - 蔵前専用橋 - 隅田川橋梁 - （下流）